# МКХ-10: Клас I. Деякі інфекційні та паразитарні хвороби (B)

## (А00-В99) Клас І. Деякі інфекційні та паразитарні хвороби
Продовження — блок розділів B. Початок на іншій сторінці — блок розділів A.

### (B00—B09)Вірусні інфекційні хвороби, які характеризуються ушкодженнямишкіритаслизових оболонок
| (B00)   | Герпесвірусні [ герпес простий ] інфекційні хвороби |
|         | Виключаючи: аногенітальну (анальної області та геніталій) герпетичну інфекцію (A60.-), вроджену герпесвірусну інфекцію (P35.2), гаммагерпесвірусний мононуклеоз (B27.0) та герпангіну (B08.5) |
| (B00.0) | Герпетична екзема |
|         | Інфекція, яку спричинює герпесвірус людини 8-го типу |
| (B00.1) | Герпетичний везикулярний дерматит |
|         | Ураження (обличчя, спричинене вірусом простого герпеса |
|         | Ураження губ, спричинене вірусом герпеса простого |
|         | Везикулярний дерматит вуха, спричинений (α- (гр.)) альфагерпесвірусом людини II типу |
|         | Везикулярний дерматит губ, спричинений альфагерпесвірусом людини II типу |
| (B00.2) | Герпетичний гінгівостоматит та фаринготонзиліт |
|         | Герпетичний фарингіт |
| (B00.3) | [†] Герпетичний менінгіт (G02.0[☆]) |
| (B00.4) | [†] Герпетичний енцефаліт (G05.1[☆]) |
|         | Герпетичний менінгоенцефаліт |
|         | Хвороба, спричинена вірусом мавпячого герпесу B |
| (B00.5) | Кератит, спричинений вірусом простого герпеса |
|         | Герпесвірусний кон'юнктивіт[†] (H13.1[☆]) |
|         | Дерматит повік, спричинений герпесвірусом (блефаріт)[†] (H03.1[☆]) |
|         | Іридоцикліт, спричинений герпесвірусом[†] (H22.0[☆]) |
|         | Герпесвірусний ірит[†] (H22.0[☆]) |
|         | Герпесвірусний кератит[†] (H19.1[☆]) |
|         | Герпесвірусний кератокон’юнктивіт[†] (H19.1[☆]) |
|         | Герпесвірусний передній увеїт[†] (H22.0[☆]) |
| (B00.7) | Дисемінована герпетична хвороба |
|         | Септицемія, спричинена вірусом простого герпесу |
| (B00.8) | Інші форми герпесвірусної інфекції |
|         | Герпесвірусний гепатит[†] (K77.0[☆]) |
|         | Герпесвірусна нігтьоїда нігтьоїда (панаріций)[гнійне запалення м'якоті дистальної фаланги пальця][†] (L99.8[☆])                                                                               |
| (B00.9) | Герпесвірусна інфекція, неуточнена |
|         | Інфекційне захворювання простого герпесу без додаткового визначення (БДВ) |
| (B01)   | Вітряна віспа (варіцела) |
| (B01.0) | [†] Вітряна віспа з менінгітом (G02.0[☆]) |
| (B01.1) | [†] Вітряна віспа з енцефалітом (G05.1[☆]) |
|         | Поствітряна віспа з енцефалітом |
|         | Вітряна віспа з енцефаломієлітом |
| (B01.2) | [†] Вітряна віспа з пневмонією (J17.1[☆]) |
| (B01.8) | Вітряна віспа з іншими ускладненнями |
| (B01.9) | Вітряна віспа без ускладнень |
|         | Вітряна віспа БДВ |
| (B02)   | Оперізуючий герпес (герпес зостер) |
|         | Включаючи: оперізувальний герпес та зону |
| (B02.0) | [†] Оперізувальний герпес з енцефалітом (G05.1[☆]) |
|         | Оперізувальний герпес з менінгоенцефалітом |
| (B02.1) | [†] Оперізувальний герпес з менінгітом (G02.0[☆]) |
| (B02.2) | [†] Оперізувальний герпес з іншими ускладненнями з боку нервової системи |
|         | Постгерпетична невралгія гангліоніт колінчастого вузла лицевого нерва (G53.0[☆]) |
|         | Постгерпетична полінейропатія (G63.0[☆]) |
|         | Постгерпетична невралгія трійчастого нерва (G53.0[☆]) |
| (B02.3) | Оперізувальний герпес з ускладненнями очних хвороб |
|         | Блефарит, спричинений вірусом оперізувального герпесу[†] (H03.1[☆]) |
|         | Кон'юнктивіт, спричинений вірусом оперізувального герпесу[†] (H13.1[☆]) |
|         | Іридоцикліт, спричинений вірусом оперізувального герпесу[†] (H22.0[☆]) |
|         | Ірит, спричинений вірусом оперізувального герпесу[†] (H22.0[☆]) |
|         | Кератит, спричинений вірусом оперізувального герпесу[†] (H19.2[☆]) |
|         | Кератокон'юнктивіт, спричинений вірусом оперізувального герпесу[†] (H19.2[☆]) |
|         | Склерит, спричинений вірусом оперізувального герпесу[†] (H19.0[☆]) |
| (B02.7) | Дисемінований оперізувальний герпес |
| (B02.8) | Оперізуючий герпес з іншими ускладненнями |
| (B02.9) | Оперізуючий герпес без ускладнень |
|         | Оперізуючий герпес БДВ |
| (B03)   | Натуральна віспа |
| (B04)   | Віспа мавп |
| (B05)   | Кір |
|         | Включаючи: morbilli |
|         | Виключаючи: Підгострий склерозуючий паненцефаліт (A81.1) |
| (B05.0) | [†] Кір, ускладнений енцефалітом (G05.1[☆]) |
|         | Посткоровий енцефаліт |
| (B05.1) | [†] Кір, ускладнений менінгітом (G02.0[☆]) |
|         | Посткоровий менінгіт |
| (B05.2) | [†] Кір, ускладнений пневмонією (J17.1[☆]) |
|         | Посткорова пневмонія |
| (B05.3) | [†] Кір, ускладнений середнім отитом (Н67.1[☆]) |
|         | Посткоровий середній отит |
| (B05.4) | Кір з кишковими ускладненнями |
| (B05.8) | Кір з іншими ускладненнями |
|         | Кір, ускладнений кератитом та кератокон'юнктивітом[†] (H19.2[☆]) |
| (B05.9) | Кір без ускладнень |
|         | Кір БДВ |
| (B06)   | Краснуха |
|         | вроджену краснуху (P35.0) |
| (B06.0) | [†] Краснуха з неврологічними ускладненнями |
|         | Енцефаліт, спричинений вірусом краснухи (G05.1[☆]) |
|         | Менінгіт, спричинений вірусом краснухи (G02.0[☆]) |
|         | Менінгоенцефаліт, спричинений вірусом краснухи (G05.1[☆]) |
| (B06.8) | Краснуха з іншими ускладненнями |
|         | Артрит, спричинений вірусом краснухи[†] (M01.4[☆]) |
|         | Пневмонія, спричинена вірусом краснухи[†] (J17.1[☆]) |
| (B06.9) | Краснуха без ускладнень |
|         | Краснуха БДВ |
| (B07)   | Вірусні бородавки |
|         | Включаючи: бородавки прості та бородавки звичайні |
|         | Виключаючи: аногенітальні бородавки (анальної області та геніталій) (венеричні) (A63.0), папілому сечового міхура (D41.4), папілому шийки матки (D26.0) та папілому гортані (D14.1)           |
| (B08)   | Інші вірусні інфекційні хвороби, які характерезуються ураженнями шкіри та слизових оболонок, не класифіковані в інших рубриках                                                                |
|         | Виключаючи: везикулярний стоматит (A93.8) |
| (B08.0) | Інші інфекції, зумовлені ортопоксвірусом |
|         | Коров'яча віспа |
|         | Контагіозна ектима (Хвороба, спричинена вірусом Орф) |
|         | Паравакцина [хибна коров'яча віспа]вузлики доярок |
|         | Вакцинія |
|         | Виключаючи: віспу мавп (B04) |
| (B08.1) | Контагіозний молюск |
| (B08.2) | Раптова екзантема ( шоста хвороба) |
| (B08.3) | Еритема інфекційна [п'ята хвороба] |
| (B08.4) | Ентеровірусний везикулярний стоматит з екзантемою |
|         | Хвороба «рука-нога-рот» (вірусна пухирчатка порожнини рота і кінцівок) |
| (B08.5) | Ентеровірусний везикулярний фарингіт |
|         | Герпангіна |
| (B08.8) | Інші уточнені вірусні інфекції, для яких характерне ушкодження шкіри та слизової оболонки |
|         | Ентеровірусний лімфонодулярний фарингіт |
|         | Ящур |
|         | Хвороба, спричинена вірусом Танапокс |
|         | Хвороба, спричинена вірусом віспи (поксвірусом) Яба |
| (B09)   | Вірусна інфекція, яка характеризується ушкодженням шкіри та слизових оболонок, неуточнена |
|         | вірусну енантему БДВ та вірусну екзантему БДВ |

### (B15—B19)Вірусний гепатит
|         | Виключаючи: цитомегаловірусний гепатит (B25.1), герпесвірусний [герпес простий] гепатит (B00.8) та наслідки вірусного гепатиту (B94.2) |
| (B15)   | Гострий гепатит А |
| (B15.0) | Гепатит А з печінковою комою |
| (B15.9) | Гепатит А без печінкової коми |
|         | Гепатит А (гострий)(вірусний) БДВ |
| (B16)   | Гострий гепатит B |
| (B16.0) | Гострий гепатит B з (δ- (гр.)) дельта-агентом (коінфекція) і печінковою комою                                                          |
| (B16.1) | Гострий гепатит B з дельта-агентом (коінфекція) без печінкової коми                                                                    |
| (B16.2) | Гострий гепатит B без дельта-агента з печінковою комою                                                                                 |
| (B16.9) | Гострий гепатит B без дельта-агента і без печінкової коми                                                                              |
|         | Гепатит B (гострий)(вірусний) БДВ |
| (B17)   | Інші гострі вірусні гепатити |
| (B17.0) | Гостра дельта-(супер)інфекція у вірусоносія гепатиту B                                                                                 |
| (B17.1) | Гострий гепатит C |
| (B17.2) | Гострий гепатит E |
| (B17.8) | Інші уточнені гострі вірусні гепатити                                                                                                  |
|         | Гепатит не-A не-B (гострий)(вірусний) НЕК                                                                                              |
| (B17.9) | Гострий гепатит, неуточнений |
|         | Гострий гепатит, БДВ |
|         | Гострий інфекційний гепатит БДВ |
| (B18)   | Хронічний вірусний гепатит |
| (B18.0) | Хронічний вірусний гепатит B з дельта-агентом                                                                                          |
| (B18.1) | Хронічний вірусний гепатит B без дельта-агента                                                                                         |
|         | Хронічний (вірусний) гепатит B |
| (B18.2) | Хронічний вірусний гепатит C |
| (B18.8) | Інший хронічний вірусний гепатит |
| (B18.9) | Хронічний вірусний гепатит, неуточнений                                                                                                |
| (B19)   | Неуточнений вірусний гепатит |
| (B19.9) | Неуточнений вірусний гепатит з комою                                                                                                   |
| (B19.9) | Неуточнений вірусний гепатит без печінкової коми                                                                                       |
|         | Вірусний гепатит БДВ |

### (B20—B24) Хвороби, зумовленівірусом імунодефіциту людини[ВІЛ]
|         | Виключаючи: безсимптомну інфекцію, зумовлену ВІЛ (Z21), і ускладнення вагітності, пологів та післяпологового періоду (O98.7) |
| (B20)   | Хвороба, зумовлена ВІЛ, яка проявляється інфекційними та паразитарними захворюваннями                                        |
|         | Виключаючи: гострий ВІЛ-інфекційний синдром (B23.0)                                                                          |
| (B20.0) | Хвороба, зумовлена ВІЛ з проявами мікобактеріальної інфекції                                                                 |
|         | Хвороба, зумовлена ВІЛ з проявами туберкульозу                                                                               |
| (B20.1) | Хвороба, зумовлена ВІЛ з проявами інших бактеріальних інфекцій                                                               |
| (B20.2) | Хвороба, зумовлена ВІЛ з проявами цитомегаловірусної хвороби                                                                 |
| (B20.3) | Хвороба, зумовлена ВІЛ з проявами інших вірусних інфекцій                                                                    |
| (B20.4) | Хвороба, зумовлена ВІЛ з проявами кандидозу                                                                                  |
| (B20.5) | Хвороба, зумовлена ВІЛ з проявами інших мікозів                                                                              |
| (B20.6) | Хвороба, зумовлена ВІЛ з проявами пневмоцистної пневмонії (яку спричинює Pneumocystis jirovecii (лат.))                      |
|         | Хвороба, зумовлена ВІЛ з проявами пневмоцистної пневмонії                                                                    |
| (B20.7) | Хвороба, зумовлена ВІЛ з проявами множинних інфекцій                                                                         |
| (B20.8) | Хвороба, зумовлена ВІЛ з проявами інших інфекційних чи паразитарних хвороб                                                   |
| (B20.9) | Хвороба, зумовлена ВІЛ з проявами неуточненої інфекційної чи паразитарної хвороби                                            |
|         | Хвороба, зумовлена ВІЛ з проявами інфекції БДВ                                                                               |
| (B21)   | Хвороба, зумовлена ВІЛ, яка супроводжується злоякісними пухлинами                                                            |
| (B21.0) | Хвороба, зумовлена ВІЛ з проявами саркоми Капоші                                                                             |
| (B21.1) | Хвороба, зумовлена ВІЛ з проявами лімфоми Буркіта                                                                            |
| (B21.2) | Хвороба, зумовлена ВІЛ з проявами інших типів неходжкінської лімфоми                                                         |
| (B21.3) | Хвороба, зумовлена ВІЛ з проявами інших злоякісних пухлин лімфоїдної, гематопостичної та споріднених їм тканин               |
| (B21.7) | Хвороба, зумовлена ВІЛ з проявами множинних (складних) злоякісних пухлин                                                     |
| (B21.8) | Хвороба, зумовлена ВІЛ з проявами інших злоякісних пухлин                                                                    |
| (B21.9) | Хвороба, зумовлена ВІЛ з проявами неуточнених злоякісних пухлин                                                              |
| (B22)   | Хвороба, зумовлена ВІЛ, яка проявляється іншими уточненими хворобами                                                         |
| (B22.0) | Хвороба, зумовлена ВІЛ з проявами енцефалопатії                                                                              |
|         | ВІЛ-асоційована деменція (слабоумство, спричинене ВІЛ)                                                                       |
| (B22.1) | Хвороба, зумовлена ВІЛ з проявами лімфобластного інтерстиціального пневмоніту                                                |
| (B22.2) | Хвороба, зумовлена ВІЛ з проявами гіпотрофічного синдрому (виснаження)                                                       |
|         | Хвороба, зумовлена ВІЛ із затримкою розвитку                                                                                 |
|         | Тонка хвороба (синдром різкого схуднення)                                                                                    |
| (B22.7) | Хвороба, зумовлена ВІЛ з проявами множинних хвороб, класифікованих в інших рубриках                                          |
| (B23)   | Хвороба, зумовлена ВІЛ, яка супроводжується іншим станом                                                                     |
| (B23.0) | Гострий ВІЛ-інфекційний синдром (гострий ретровірусний синдром)                                                              |
| (B23.1) | Хвороба, зумовлена ВІЛ з проявами (персистентної (стійкої)) генералізованої лімфаденопатії                                   |
| (B23.2) | Хвороба, зумовлена ВІЛ з проявами гематологічних та імунологічних порушень, не класифікованих в інших рубриках               |
| (B23.8) | Хвороба, зумовлена ВІЛ, що призводить до інших уточнених станів                                                              |
| (B24)   | Хвороба, зумовлена ВІЛ, неуточнена                                                                                           |
|         | синдром набутого імунодефіциту [СНІД] БДВ та СНІД-асоційований комплекс [СНІД-АК]БДВ                                         |

### (B25—B34) Інші вірусні хвороби
| (B25)   | Хвороба, зумовлена цитомегаловірусом |
|         | Виключаючи: вроджену цитомегаловірусну інфекцію (P35.1) та цитомегаловірусний мононуклеоз (B27.1) |
| (B25.0) | [†] Цитомегаловірусна пневмонія (J17.1[☆]) |
| (B25.1) | [†] Цитомегаловірусний гепатит (K77.0[☆]) |
| (B25.2) | [†] Цитомегаловірусний панкреатит (K87.1[☆]) |
| (B25.8) | Інші цитомегаловірусні хвороби |
| (B25.9) | Цитомегаловірусна хвороба, неуточнена |
| (B26)   | Епідемічний паротит |
|         | Включаючи: епідемічний паротит та паротитну інфекцію |
| (B26.0) | [†] Епідемічно-паротитний орхіт (N51.1[☆]) |
| (B26.1) | [†] Епідемічно-паротитний менінгіт (G02.0[☆]) |
| (B26.2) | [†] Епідемічно-паротитний енцефаліт (G05.1[☆]) |
| (B26.3) | [†] Епідемічно-паротитний панкреатит (K87.1[☆]) |
| (B26.8) | Епідемічний паротит з іншими ускладненнями |
|         | Епідемічно-паротитний артрит[†] (M01.5[☆]) |
|         | Епідемічно-паротитний міокардит[†] (I41.1[☆]) |
|         | Епідемічно-паротитний нефрит[†] (N08.0[☆]) |
|         | Епідемічно-паротитна полінейропатія[†] (G63.0[☆]) |
| (B26.9) | Епідемічний паротит без ускладнень |
|         | Свинка БДВ |
|         | Епідемічний паротит БДВ |
| (B27)   | Інфекційний мононуклеоз |
|         | Включаючи: залозисту гарячку, моноцитарну ангіну та хворобу Філатова-Пфайффера |
| (B27.0) | Мононуклеоз, спричинений (γ- (гр.)) гаммагерпетичним вірусом |
| (B27.1) | Цитомегаловірусний мононуклеоз |
|         | Мононуклеоз, спричинений вірусом Епштейна — Барр |
| (B27.8) | Інший інфекційний мононуклеоз |
| (B27.9) | Інфекційний мононуклеоз, неуточнений |
| (B30)   | Вірусний кон'юнктивіт |
|         | Виключаючи: герпесвірусну хворобу очей [герпес простий] (B00.5) та захворювання очей, спричинену вірусом оперізувального герпесу (B02.3)                                                                                    |
| (B30.0) | [†] Кератокон'юнктивіти, спричинені аденовірусами (Н19.2[☆]) |
|         | Епідемічні кератокон'юнктивіти |
|         | Око працівника судноверфі |
| (B30.1) | [†] Кон'юнктивіти, спричинені аденовірусами (Н13.1[☆]) |
|         | Гострий аденовірусний фолікулярний кон'юнктивіт |
|         | Банний (басейновий) кон'юнктивіт |
| (B30.2) | Вірусний (адено-)фарингокон'юнктивіт |
| (B30.3) | [†] Гострі епідемічні геморагічні кон’юнктивіти (ентеровірусні) (Н13.1[☆]) |
|         | Кон’юнктивіт, спричинений вірусом Коксакі типу А-24 |
|         | Кон’юнктивіт, спричинений ентеровірусами типу 70 |
|         | (Гострий) (епідемічний) геморагічний кон'юнктивіт |
| (B30.8) | [†] Інші вірусні кон'юнктивіти (Н13.1[☆]) |
|         | Кон'юнктивіт Ньюкасла |
| (B30.9) | Вірусні кон'юнктивіти, неуточнені |
| (B33)   | Інші вірусні хвороби, не класифіковані в інших рубриках |
| (B33.0) | Епідемічна міалгія |
|         | Борнгольмська хвороба |
| (B33.1) | Хвороба Росс Рівер |
|         | Епідемічній поліартрити та екзантема |
|         | Гарячка Росс Рівер |
| (B33.2) | Вірусний кардит |
| (B33.3) | Ретровірусні інфекції, не класифіковані в інших рубриках |
|         | Ретровірусна інфекція БДВ |
| (B33.4) | [†] Хантавірусний (кардіо-)пульмонарний синдром [ХПС][ХКПС] (J17.1[☆]) |
|         | Хантавірусна хвороба з легеневими проявами |
|         | Хвороба, спричинена безіменним вірусом |
|         | Виключаючи: геморагічну гарячку з нирковим синдромом (A98.5) |
| (B33.8) | Інші уточнені вірусні захворювання |
| (B34)   | Вірусні інфекції неуточненої локалізації |
|         | Виключаючи: герпесвірусну інфекцію [герпес простий] БДВ (B00.9), цитомегаловірусну хворобу БДВ (B25.9), ретровірусну інфекцію БДВ (B33.3) та вірусні агенти, які є причиною хвороб, класифікованих в інших рубриках (B97.-) |
| (B34.0) | Аденовірусна інфекція, неуточнені |
| (B34.1) | Ентеровірусні інфекції, неуточнені |
|         | Коксакі-вірусна інфекція БДВ |
|         | Ехо-вірусна інфекція БДВ |
| (B34.2) | Коронавірусні інфекції, неуточнені |
|         | Виключаючи: тяжкий гострий респіраторний синдром [ТГРС] (U04.9) |
| (B34.3) | Парвовірусні інфекції, неуточнені |
| (B34.4) | Паповавірусні інфекції, неуточнені |
| (B34.8) | Інші вірусні інфекції неуточненої локалізації |
| (B34.9) | Вірусна інфекція, неуточнена |
|         | Вірусемія БДВ |

### (B35—B49)Мікози
|         | Виключаючи: гіперсенситивні пневмоніти, спричинені органічним пилом (J67.-) та грибкові мікози (C84.0)                                                              |
| (B35)   | Дерматофітоз |
|         | Включаючи: фавус; інфекції, спричинені грибами роду Epidermophyton, Microsporum і Trichophyton (лат.); лишай будь-якого типу, за винятком включених в рубрику В36.- |
| (B35.0) | Дерматофітія бороди та волосистої частини голови |
|         | Мікоз голови |
|         | Керіон (парша) |
|         | Мікоз бороди |
|         | Сикоз мікотичний |
| (B35.1) | Мікоз Нігтів |
|         | Дерматофітна онихія |
|         | Дерматофітія нігтів |
|         | Оніхомікоз |
|         | Мікоз нігтів |
| (B35.2) | Мікоз кистей |
|         | Дерматофітія кистей |
|         | Мікоз кистей |
| (B35.3) | Мікоз стоп |
|         | Стопа атлета |
|         | Дерматофітія ступнів |
|         | Мікоз стоп |
| (B35.4) | Мікоз тулуба |
|         | Дерматофітія тулуба |
| (B35.5) | Черепицеподібний мікоз |
|         | Токело |
| (B35.6) | Епідерматофітія пахова |
|         | Dhobi itch |
|         | Паховий дерматомікоз |
|         | Jock itch |
| (B35.8) | Інші дерматофітії |
|         | Дерматомікоз дисемінований |
|         | Дерматомікоз гранульоматозний |
| (B35.9) | Дерматофітія, неуточнена |
|         | Мікоз БДВ |
| (B36)   | Інші поверхневі мікози |
| (B36.0) | Висівкоподібний (різнокольоровий) лишай |
|         | Лишай жовтий |
|         | Лишай різнокольоровий |
| (B36.1) | Чорний мікоз |
|         | Кератомікоз чорних долонь |
|         | Мікроспороз чорний |
|         | Лишай чорний |
| (B36.2) | Біла п’єдра |
|         | Мікоз білий |
| (B36.3) | Чорна п’єдра |
| (B36.8) | Інші уточнені поверхневі мікози |
| (B36.9) | Поверхневий мікоз, неуточнений |
| (B37)   | Кандидоз |
|         | Включаючи: кандидіаз та моніліаз |
|         | Виключаючи: неонатальний кандидоз (P37.5) |
| (B37.0) | Кандидозний стоматит |
|         | Молочниця |
| (B37.1) | Легеневий кандидоз |
| (B37.2) | Кандидоз шкіри і нігтя |
|         | Кандидозна онихія |
|         | Кандидозна пароніхія |
|         | Виключаючи: [підгузковий] пелюшковий дерматит (L22) |
| (B37.3) | [†] Кандидоз вульви і вагіни (N77.1[☆]) |
|         | Кандидозний вульвовагініт |
|         | Моніліальний вульвовагініт |
|         | Вагінальна молочниця |
| (B37.4) | Кандидомікоз інших урогенітальних локалізацій |
|         | Кандидозний баланіт[†] (N51.2[☆]) |
|         | Кандидозний уретрит[†] (N37.0[☆]) |
| (B37.5) | [†] Кандидозний менінгіт (G02.1[☆]) |
| (B37.6) | [†] Кандидозний ендокардит (I39.8[☆]) |
| (B37.7) | Кандидозна септицемія |
| (B37.8) | Кандидоз інших локалізацій |
|         | Кандидозний хейліт |
|         | Кандидозний ентерит |
| (B37.9) | Кандидоз, неуточнений |
|         | Молочниця БДВ |
| (B38)   | Кокцидіоїдомікоз |
| (B38.0) | Гострий легеневий кокцидіоїдомікоз |
| (B38.1) | Хронічний легеневий кокцидіоїдомікоз |
| (B38.2) | Легеневий кокцидіоїдомікоз, неуточнений |
| (B38.3) | Кокцидіоїдомікоз шкіри |
| (B38.4) | [†] Кокцидіоїдомікозний менінгіт (G02.1[☆]) |
| (B38.7) | Дисемінований кокцидіоїдомікоз |
|         | Генералізований кокцидіоїдомікоз |
| (B38.8) | Інші форми кокцидіоїдомікозу |
| (B38.9) | Кокцидіоїдомікоз, неуточнений |
| (B39)   | Гістоплазмоз |
| (B39.0) | Гострий легеневий гістоплазмоз, спричинений Histoplasma capsulatum (лат.)                                                                                           |
| (B39.1) | Хронічний легеневий гістоплазмоз, зумовлений Histoplasma capsulatum (лат.)                                                                                          |
| (B39.2) | Легеневий капсулований гістоплазмоз, неуточнений |
| (B39.3) | Дисемінований капсулований гістоплазмоз |
|         | Генералізований токсоплазмоз |
| (B39.4) | Гістоплазмоз капсулований, неуточнений |
|         | Американський гістоплазмоз |
| (B39.5) | Гістоплазмоз, спричинена Histoplasira duboisii (лат.) |
|         | Африканський гістоплазмоз |
| (B39.9) | Гістоплазмоз, неуточнений |
| (B40)   | Бластомікоз |
|         | Виключаючи: бразильський бластомікоз (B41.-) та келоїдний бластомікоз (B48.0)                                                                                       |
| (B40.0) | Гострий пульмональний (легеневий) бластомікоз |
| (B40.1) | Хронічний легеневий бластомікоз |
| (B40.2) | Легеневий бластомікоз, неуточнений |
| (B40.3) | Бластомікоз шкіри |
| (B40.7) | Дисемінований бластомікоз |
|         | Генералізований бластомікоз |
| (B40.8) | Інші форми бластомікозу |
| (B40.9) | Бластомікоз, неуточнений |
| (B41)   | Паракокцидіоїдомікоз |
|         | Включаючи: бразильський бластомікоз та хворобу Лютца |
| (B41.0) | Легеневий паракокцидіоїдомікоз |
| (B41.7) | Дисемінований паракокцидіоїдомікоз |
|         | Генералізований паракокцидіоїдомікоз |
| (B41.8) | Інші форми паракокцидіоїдомікозу |
| (B41.9) | Паракокцидіоїдомікоз, неуточнений |
| (B42)   | Споротрихоз |
| (B42.0) | [†] Легеневий споротрихоз (J99.8[☆]) |
| (B42.1) | Шкірно-лімфатичний споротрихоз |
| (B42.7) | Дисемінований споротрихоз |
|         | Генералізований споротрихоз |
| (B42.8) | Інші форми споротрихозу |
| (B42.9) | Споротрихоз, неуточнений |
| (B43)   | Хромомікоз і феомікотичний абсцес |
| (B43.0) | Хромомікоз шкіри |
|         | Верукозний дерматит |
| (B43.1) | Феомікотичний абсцес головного мозку |
|         | Церебральний хромомікоз |
| (B43.2) | Підшкірний феомікотичний абсцес і кіста |
| (B43.8) | Інші форми хромомікозу |
| (B43.9) | Хромомікоз, неуточнений |
| (B44)   | Аспергільоз |
|         | Включаючи: аспергілому |
| (B44.0) | Інвазивний легеневий аспергільоз |
| (B44.1) | Інші форми легеневого аспергільозу |
| (B44.2) | Тонзилярний аспергільоз |
| (B44.7) | Дисемінований аспергільоз |
|         | Генералізований аспергільоз |
| (B44.8) | Інші форми аспергільозу |
| (B44.9) | Аспергільоз, неуточнений |
| (B45)   | Криптококоз |
| (B45.0) | Легеневий криптококоз |
| (B45.1) | Церебральний криптококоз |
|         | Криптококовий менінгіт[†] (G02.1[☆]) |
|         | Менінгоцеребральний криптококоз |
| (B45.2) | Криптококоз шкіри |
| (B45.3) | Криптококоз кісток |
| (B45.7) | Дисемінований криптококоз |
|         | Генералізований криптококоз |
| (B45.8) | Інші форми криптококозу |
| (B45.9) | Криптококоз, неуточнений |
| (B46)   | Зигомікоз |
| (B46.0) | Легеневий мукормікоз |
| (B46.1) | Риноцеребральний мукормікоз |
| (B46.2) | Гастроінтестинальний мукормікоз |
| (B46.3) | Мукормікоз шкіри |
|         | Підшкірний мукормікоз |
| (B46.4) | Дисемінований мукормікоз |
|         | Генералізований мукормікоз |
| (B46.5) | Мукормікоз, неуточнений |
| (B46.8) | Інші зигомікози |
|         | Ентомофтормікоз |
| (B46.9) | Зигомікоз, неуточнений |
|         | Фікомікоз БДВ |
| (B47)   | Міцетома |
| (B47.0) | Справжня міцетома |
|         | Мадурськая стопа, мікотична |
|         | Мадуромікоз |
| (B47.1) | Актиноміцетома |
| (B47.9) | Міцетома, неуточнена |
|         | Мадурськая стопа БДВ |
| (B48)   | Інші мікози, не класифіковані в інших рубриках |
| (B48.0) | Лобомікоз |
|         | Келоїдний бластомікоз |
|         | Хвороба Лобо |
| (B48.1) | Риноспоридіоз |
| (B48.2) | Алешеріоз |
|         | Інфекція, спричинена Pseudallescheria boydii (лат.) |
|         | Виключаючи: справжню міцетому (B47.0) |
| (B48.3) | Геотрихоз |
|         | Геотрихозний стоматит |
| (B48.4) | Пеніциліоз |
| (B48.7) | Опортуністичні мікози |
| (B48.8) | Інші уточнені мікози |
|         | Адіаспіромікоз |
| (B49)   | Неуточнені мікози |
|         | Включаючи: фунгемію БДВ |

### (B50—B64) Протозойні хвороби
|         | амебіаз (A06.-) та інші протозойні кишкові хвороби (A07.-)                                                                                         |
| (B50)   | Малярія, спричинена Plasmodium falciparum (лат.)                                                                                                   |
|         | Включаючи: змішані інфекції, спричинені Plasmodium falciparum чи будь-якими іншими видами малярійних плазмодіїв                                    |
| (B50.0) | Малярія, спричинена Plasmodium falciparum, з церебральними ускладненнями                                                                           |
|         | Церебральна малярія БДВ |
| (B50.8) | Інші тяжкі та ускладнені форми малярії, спричиненої Plasmodium falciparum                                                                          |
|         | Тяжка або ускладнена малярія, спричинена Plasmodium falciparum БДВ                                                                                 |
| (B50.9) | Малярія, спричинена Plasmodium falciparum, неуточнена                                                                                              |
| (B51)   | Малярія, спричинена плазмодіями мавп (Plasmodium vivax (лат.))                                                                                     |
|         | Включаючи: змішані інфекції, зумовлені Plasmodium vivax з іншими видами малярійних плазмодіїв, окрім Plasmodium falciparum                         |
|         | Виключаючи: змішані інфекції, спричинені Plasmodium falciparum (B50.-)                                                                             |
| (B51.0) | Малярія, спричинена Plasmodium vivax, ускладнена розривом селезінки                                                                                |
| (B51.8) | Малярія, спричинена Plasmodium vivax, з іншими ускладненнями                                                                                       |
| (B51.9) | Малярія, спричинена Plasmodium vivax, без ускладнень                                                                                               |
|         | Малярія, спричинена Plasmodium vivax БДВ |
| (B52)   | Малярія, спричинена Plasmodium malariae (лат.) |
|         | Включаючи: змішані інфекції, спричинені Plasmodium malariae з іншими видами малярійних плазмодіїв, окрім Plasmodium falciparum та Plasmodium vivax |
|         | Виключаючи змішані випадки з: Plasmodium falciparum (B50.-) та Plasmodium vivax (B51.-)                                                            |
| (B52.0) | Малярія, спричинена Plasmodium malariae, з нефропатією                                                                                             |
| (B52.8) | Малярія, спричинена Plasmodium malariae, з іншими ускладненнями                                                                                    |
| (B52.9) | Малярія, спричинена Plasmodium malariae, без ускладнень                                                                                            |
|         | Малярія, спричинена Plasmodium malariae БДВ |
| (B53)   | Інші форми паразитологічно підтвердженої малярії                                                                                                   |
| (B53.0) | Малярія, спричинена Plasmodium ovale (лат.) |
|         | Виключаючи змішані випадки з: Plasmodium falciparum (B50.-), Plasmodium malariae (B52.-) та Plasmodium vivax (B51.-)                               |
| (B53.1) | Малярія, спричинена Plasmodium vivax |
|         | Виключаючи змішані випадки з: Plasmodium falciparum (B50.-), Plasmodium malariae (B52.-), Plasmodium ovale (B53.0) та Plasmodium vivax (B51.-)     |
| (B53.8) | Інші форми паразитологічно підтвердженої малярії, не класифіковані в інших рубриках                                                                |
|         | Паразитологічно підтверджена малярія БДВ |
| (B54)   | Малярія, неуточнена |
|         | Включаючи: клінічно діагностовану малярію без паразитологічного підтвердження                                                                      |
| (B55)   | Лейшманіози |
| (B55.0) | Вісцеральний лейшманіоз |
|         | Кала-азар |
|         | Посткалаазарний лейшманіоз шкіри |
| (B55.1) | Шкірний лейшманіоз |
| (B55.2) | Лейшманіоз шкіри та слизових оболонок |
| (B55.9) | Лейшманіоз, неуточнений |
| (B56)   | Африканський трипаносомоз |
| (B56.0) | Гамбійський трипаносомоз |
|         | Інфекція, спричинена Trypanosoma brucei gambiense (лат.)                                                                                           |
|         | Західно-африканська сонна хвороба |
| (B56.1) | Родезійський трипаносомоз |
|         | Східно-африканська сонна хвороба |
|         | Інфекція, спричинена Trypanosoma brucei rhodesiense (лат.)                                                                                         |
| (B56.9) | Африканський трипаносомоз, неуточнений |
|         | Сонна хвороба БДВ |
|         | Трипаносомоз БДВ, в районах з переважанням африканського трипаносомозу                                                                             |
| (B57)   | Хвороба Шагаса |
|         | Включаючи: американський трипаносомоз та інфекцію, зумовлену Trypanosoma cruzi (лат.)                                                              |
| (B57.0) | [†] Гостра форма хвороби Шагаса з ураженням серця (I41.2*,198.1[☆])                                                                                |
|         | Гостра форма хвороби Шагаса з кардіоваскулярним ураженням НЕК (I98.1[☆])                                                                           |
|         | Гостра форма хвороби Шагаса з міокардитом (I41.2[☆])                                                                                               |
| (B57.1) | Гостра форма хвороби Шагаса без ураження серця |
|         | Гостра форма хвороби Шагаса БДВ |
| (B57.2) | Хвороба Шагаса (хронічна) з ураженням серця (I41.2*,I98.1[☆])                                                                                      |
|         | Американський трипаносомоз БДВ |
|         | Хвороба Шагаса (хронічна) БДВ |
|         | Хвороба Шагаса (хронічна) з кардіоваскулярним ураженням НЕК[†] (I98.1[☆])                                                                          |
|         | Хвороба Шагаса (хронічна) з міокардитом[†] (I41.2[☆])                                                                                              |
|         | Трипаносомоз БДВ, в районах з переважанням хвороби Шагаса                                                                                          |
| (B57.3) | Хвороба Шагаса (хронічна) з ураженням системи травлення                                                                                            |
| (B57.4) | Хвороба Шагаса (хронічна) з ураженням нервової системи                                                                                             |
| (B57.5) | Хвороба Шагаса (хронічна) з ураженням інших органів                                                                                                |
| (B58)   | Токсоплазмоз |
|         | Включаючи: інфекцію, спричинену Toxoplasma gondii (лат.)                                                                                           |
|         | Виключаючи: вроджений токсоплазмоз (P37.1) |
| (B58.0) | [†] Токсоплазмозна офтальмопатія |
|         | Токсоплазмозний хоріоретиніт (H32.0[☆]) |
| (B58.1) | [†] Токсоплазмозний гепатит (K77.0[☆]) |
| (B58.2) | [†] Токсоплазмозний менінгоенцефаліт (G05.2[☆]) |
| (B58.3) | [†] Легеневий токсоплазмоз (J17.3[☆]) |
| (B58.8) | Токсоплазмоз з ураженням інших органів |
|         | Токсоплазмозний міокардит[†] (I41.2[☆]) |
|         | Токсоплазмозний міозит[†] (M63.1[☆]) |
| (B58.9) | Токсоплазмоз, неуточнений |
| (B59)   | [†] Пневмоцистоз (J17.3[☆]) |
|         | Включаючи пневмонію, спричинену: Pneumocystis carinii та Pneumocystis jirovecii (лат.)                                                             |
| (B60)   | Інші протозойні хвороби, не класифіковані в інших рубриках                                                                                         |
|         | Виключаючи: криптоспоридіоз (A07.2), кишковий мікроспоридіоз (A07.8) та ізоспороз (A07.3)                                                          |
| (B60.0) | Бабезіоз |
|         | Піроплазмоз |
| (B60.1) | Акантоамебіаз |
|         | Кон'юнктивіт, спричинений Acanthamoeba (лат.)[†] (H13.1[☆])                                                                                        |
|         | Кератокон'юнктивіт, спричинений Acanthamoeba[†] (H19.2[☆])                                                                                         |
| (B60.2) | Неглеріаз |
|         | Первинний амебний менінгоенцефаліт[†] (G05.2[☆])                                                                                                   |
| (B60.8) | Інші уточнені протозойні захворювання |
|         | Мікроспоридіоз |
| (B64)   | Неуточнена протозойна хвороба |

### (B65—B83) Гельмінтози
| (B65)   | Шистосомоз [більгарціоз] |
|         | Включаючи: завиткову гарячку |
| (B65.0) | Шистосомоз, спричинений Schistosoma haematobium (лат.) [сечостатевий шистосомоз]                                                                  |
| (B65.1) | Шистосомоз, спричинений Schistosoma mansoni (лат.) [кишковий шистосомоз]                                                                          |
| (B65.2) | Шистосомоз, спричинений Schistosoma japonicum (лат.)                                                                                              |
|         | Азіатський шистосомоз |
| (B65.3) | Церкаріальний дерматит |
|         | Короста купальщиків |
| (B65.8) | Інші шистосомози |
|         | Інвазія, спричинена Schistosoma intercalatum (лат.)                                                                                               |
|         | Інвазія, спричинена Schistosoma mattheei (лат.)                                                                                                   |
|         | Інвазія, спричинена Schistosoma mekongi (лат.) |
| (B65.9) | Шистосомоз, неуточнений |
| (B66)   | Інші трематоди |
| (B66.0) | Опісторхоз |
|         | Інвазія, спричинена котячим печінковим сисуном |
|         | Інвазія, спричинена Opisthorchis (felineus)(viverrini) (лат.)                                                                                     |
| (B66.1) | Клонорхоз |
|         | Хвороба, спричинена китайським печінковим сисуном                                                                                                 |
|         | Інвазія, спричинена Clonorchis sinensis (лат.) |
|         | Хвороба, спричинена східним печінковим сисуном |
| (B66.2) | Дікроцеліоз |
|         | Інвазія, спричинена Dicrocoelium dendriticum (лат.)                                                                                               |
|         | Інвазія, спричинена ланцетовидовою двуусткою |
| (B66.3) | Фасціольоз |
|         | Інвазія, спричинена Fasciola gigantica (лат.) |
|         | Інвазія, спричинена звичайним печінковим сисуном (Fasciola hepatica (лат.))                                                                       |
|         | Інвазія, спричинена Fasciola indica (лат.) |
|         | Хвороба, спричинена овечим печінковим сисуном |
| (B66.4) | Парагонімоз |
|         | Інвазія, спричинена різними видами Paragonimus (лат.)                                                                                             |
|         | Хвороба, спричинена легеневим сисуном |
|         | Легеневий дістоматоз |
| (B66.5) | Фасціолопсидоз |
|         | Інвазія, спричинена Fasciolopsis buski (лат.) |
|         | Кишковий дістоматоз |
| (B66.8) | Інші уточнені трематодні інвазії |
|         | Ехіностомоз |
|         | Гетерофіоз |
|         | Метагонімоз |
|         | Нанофієтоз |
|         | Уотсоніоз |
| (B66.9) | Трематодна інвазія, неуточнена |
| (B67)   | Ехінококоз |
|         | Включаючи: однокамерний ехінококоз |
| (B67.0) | Інвазія печінки, спричинена ехінококом звичайним (Echinococcus granulosus (лат.))                                                                 |
| (B67.1) | Інвазія легенів, спричинена Echinococcus granulosus                                                                                               |
| (B67.2) | Інвазія кісток, спричинена Echinococcus granulosus                                                                                                |
| (B67.3) | Інвазія іншої локалізації і множинний ехінококоз, спричинений Echinococcus granulosus                                                             |
| (B67.4) | Інвазія, спричинена Echinococcus granulosus, неуточнена                                                                                           |
|         | Собача цестода |
| (B67.5) | Інвазія печінки, спричинена Echinococcus multilocularis (лат.)                                                                                    |
| (B67.6) | Інвазія інших локалізацій і множинний ехінококоз, спричинені Echinococcus multilocularis                                                          |
| (B67.7) | Інвазія, спричинена Echinococcus multilocularis, неуточнена                                                                                       |
| (B67.8) | Ехінококоз печінки, неуточнений |
| (B67.9) | Ехінококоз інших органів та неуточнений |
|         | Ехінококоз БДВ |
| (B68)   | Теніази |
|         | Виключаючи: цистицеркоз (B69.-) |
| (B68.0) | Інвазія, спричинена свинячим ціп'яком [Taenia solium (лат.)]                                                                                      |
|         | Солітер свинячий або озброєний ціп'як (інвазія)                                                                                                   |
| (B68.1) | Інвазія, спричинена бичачим ціп'яком (Taenia saginata (лат.)) (теніаринхоз)                                                                       |
|         | Бичачий або неозброєний ціп'як (інвазія) |
|         | Інвазія, спричинена дорослою особиною Taenia saginata                                                                                             |
| (B68.9) | Теніоз, неуточнений |
| (B69)   | Цистицеркоз |
|         | Включаючи: цистицеркоз, спричинений личинковою формою свинячого ціп'яка                                                                           |
| (B69.0) | Цистицеркоз центральної нервової системи |
| (B69.1) | Цистицеркоз ока |
| (B69.8) | Цистицеркоз інших локалізацій |
| (B69.9) | Цистицеркоз, неуточнений |
| (B70)   | Дифілоботріоз і спарганоз |
| (B70.0) | Дифілоботріоз |
|         | Інвазія, спричинена стьожаком (Diphyllobothrium)(latum)(pacificum)(лат.) (статевозрілої форми)                                                    |
|         | Лентец широкий (інвазія) |
|         | Виключаючи: личинковий дифілоботріоз (B70.1) |
| (B70.1) | Спарганоз |
|         | Інвазія, спричинена Sparganum (mansoni)(proliferum) (лат.)                                                                                        |
|         | Інвазія, спричинена личинками Spirometra (лат.)                                                                                                   |
|         | Лічіночний дифілоботріоз |
|         | Спірометроз |
| (B71)   | Інші інвазії, зумовлені цестодами |
| (B71.0) | Гіменолепідоз |
|         | Карликовий ціп’як (інвазія) |
|         | Щурячий ціп’як (інвазія) |
| (B71.1) | Дипілідіоз |
| (B71.8) | Інші уточнені цестодні інвазії |
|         | Ценуроз |
| (B71.9) | Цестодна інвазія, неуточнена |
|         | Інвазія, спричинена лентецом БДВ |
| (B72)   | Дракункульоз |
|         | Включаючи: ришту інвазію та інвазію, спричинену Dracunculus medinensis (лат.)                                                                     |
| (B73)   | Онхоцеркоз |
|         | Включаючи: інвазію, спричинену Onchocerca volvulus; Onchocercosis (лат.) та річкову сліпоту                                                       |
| (B74)   | Філяріоз (філяріатоз) |
|         | Виключаючи: онхоцеркоз (B73) та тропічну (легеневу) еозинофілію БДВ (J82)                                                                         |
| (B74.0) | Філяріатоз, спричинений Wuchereria bancrofti (лат.)                                                                                               |
|         | Вухереріозна слоновість |
|         | Вухереріозний філяріатоз |
| (B74.1) | Філяріатоз, спричинений Brugia malayi (лат.) |
| (B74.2) | Філяріатоз, спричинений Brugia timori (лат.) |
| (B74.3) | Лоаоз |
|         | Калабарськая пухлина |
|         | Африканська хвороба, спричинена очним хробаком |
|         | Інвазія, спричинена Loa loa |
| (B74.4) | Серозні мансонельози |
|         | Інвазія, спричинена Mansonella ozzardi (лат.) |
|         | Інвазія, спричинена Mansonella perstans (лат.) |
|         | Інвазія, спричинена Mansonella streptocerca (лат.)                                                                                                |
| (B74.8) | Інші форми філяріатозу |
|         | Дирофіляріоз |
| (B74.9) | Філяріатоз, неуточнений |
| (B75)   | Трихінельоз |
|         | Включаючи: інвазію, спричинену видами трихінели (Trichinella (лат.)) та трихіноз                                                                  |
| (B76)   | Анкілостомідоз |
|         | Включаючи: унцинароз |
| (B76.0) | Анкілостоміаз (анкілостомоз) |
|         | Інвазія, спричинена видами Ancylostoma (лат.) |
| (B76.1) | Некатороз |
|         | Інвазія, спричинена Necator americanus (лат.) |
| (B76.8) | Інші анкілостомідози |
| (B76.9) | Нематодні захворювання, неуточнені |
|         | Міграція личинок в шкірі БДВ |
| (B77)   | Аскаридоз |
|         | Включаючи: аскаридоз та інвазію круглим черв'яком                                                                                                 |
| (B77.0) | Аскаридоз з кишковим ускладненням |
| (B77.8) | Аскаридоз з іншими ускладненнями |
| (B77.9) | Аскаридоз, неуточнений |
| (B78)   | Стронгілоїдоз |
|         | Виключаючи: трихостронгілоїдоз (B81.2) |
| (B78.0) | Стронгілоїдоз кишковий |
| (B78.1) | Стронгілоїдоз шкіри |
| (B78.7) | Дисемінований стронгілоїдоз |
| (B78.9) | Стронгілоїдоз, неуточнений |
| (B79)   | Трихуроз |
|         | Включаючи: трихоцефальоз та власоглав (захворювання)(інвазія)                                                                                     |
| (B80)   | Ентеробіоз |
|         | Включаючи: оксіуроз, гострики (інвазію) та острицю (інвазію)                                                                                      |
| (B81)   | Інші кишкові гельмінтози, не класифіковані в інших рубриках                                                                                       |
|         | Виключаючи: Ангіостронгільоз, спричинений Angiostrongylus cantonensis (B83.2) та ангіостронгільоз, спричинений Parastrongylus cantonensis (B83.2) |
| (B81.0) | Анізакідоз / анізакіоз |
|         | Інвазія, спричинена личинковою стадією Anisakis larvae (лат.)                                                                                     |
| (B81.1) | Кишковий капіляріоз |
|         | Капіляріоз БДВ |
|         | Інвазія, спричинена Capillaria philippinensis (лат.)                                                                                              |
|         | Виключаючи: печінковий капіляріоз (B83.8) |
| (B81.2) | Трихостронгілоїдоз |
| (B81.3) | Кишковий ангіостронгілоїдоз |
|         | Ангіостронгільоз, спричинений Angiostrongylus cantonensis (лат.) (B83.2)                                                                          |
|         | Ангіостронгільоз, спричинений Parastrongylus cantonensis (лат.) (B83.2)                                                                           |
| (B81.4) | Змішані кишкові гельмінтози |
|         | Інвазія, спричинена кишковими гельмінтами, кваліфікованими більш ніж в одній підрубриці з підрубрик B65.0-B81.3 та B81.8                          |
|         | Змішані кишкові гельмінтози БДВ |
| (B81.8) | Інші уточнені кишкові гельмінтози |
|         | Інвазія, спричинена видами Oesophagostomum (лат.) [езофагостомоз]                                                                                 |
|         | Інвазія, спричинена Ternidens deminutus (лат.) [торніденіоз]                                                                                      |
|         | Інвазія, спричинена Ternidens diminutus (лат.) [торніденіоз]                                                                                      |
| (B82)   | Кишковий паразитизм, неуточнений |
| (B82.0) | Кишкові гельмінтози, неуточнені |
| (B82.9) | Кишкові паразитарні захворювання, неуточнені |
| (B83)   | Інші гельмінтози |
|         | Виключаючи: капіляріоз БДВ (B81.1) та кишковий капіляріоз (B81.1)                                                                                 |
| (B83.0) | Вісцеральна форма захворювань, спричинених мігруючими личинками гельмінтів (вісцеральна Larva migrans (лат.))                                     |
|         | Токсокароз |
| (B83.1) | Гнатостомоз |
|         | Рухома пухлина |
| (B83.2) | Ангіостронгілоїдоз, спричинений Parastrongylus cantonensis                                                                                        |
|         | Ангіостронгілоїдоз, спричинений Angiostrongylus cantonensis                                                                                       |
|         | Еозинофільний менінгоенцефаліт [†] (G05.2[☆]) |
|         | Виключаючи: кишковий ангіостронгілоїдоз (B81.3)                                                                                                   |
| (B83.3) | Сингамідоз |
|         | Сингамоз |
| (B83.4) | Внутрішній гірудиноз |
|         | Виключаючи: зовнішній гірудиноз (B88.3) |
| (B83.8) | Інші уточнені гельмінтози |
|         | Акантоцефалез |
|         | Гонгілонеміоз |
|         | Печінковий капіляріоз |
|         | Метастронгільоз |
|         | Телазіоз |
| (B83.9) | Гельмінтози, неуточнені |
|         | Гельмінти БДВ |
|         | Виключаючи: кишкові гельмінтози БДВ (B82.0) |

### (B85—B89)Педикульоз,акаріаз[en]та інші інфестації
| (B85)   | Педикульоз і фтиріоз                                                                  |
| (B85.0) | Педикульоз, спричинений Pediculus humanus capitis (лат.)                              |
|         | Інфестація вошами голови                                                              |
| (B85.1) | Педикульоз, спричинений Pediculus humanus corporis (лат.)                             |
|         | Інфестація платтяною вошею                                                            |
| (B85.2) | Педикульоз, неуточнений                                                               |
| (B85.3) | Фтиріоз                                                                               |
|         | Інфестація, спричинена площицею                                                       |
|         | Інфестація, спричинена лобковою вошою (Phthirus pubis (лат.))                         |
| (B85.4) | Змішаний педикульоз і фтиріоз                                                         |
|         | Інфестація вошами, класифікована більш ніж в одній підрубриці з підрубрик B85.0-B85.3 |
| (B86)   | Короста                                                                               |
|         | Включаючи: інфестацію, спричинену коростяним кліщем                                   |
| (B87)   | Міаз                                                                                  |
|         | Включаючи: інфестацію личинкою мух                                                    |
| (B87.0) | Міаз шкіри                                                                            |
|         | Повзучий міаз                                                                         |
| (B87.1) | Міаз рани                                                                             |
|         | Травматичний міаз                                                                     |
| (B87.2) | Міаз ока                                                                              |
| (B87.3) | Міаз носоглотки                                                                       |
|         | Міаз гортані                                                                          |
| (B87.4) | Міаз вуха                                                                             |
| (B87.8) | Міаз інших локалізацій                                                                |
|         | Сечостатевий міаз                                                                     |
|         | Кишечний міаз                                                                         |
| (B87.9) | Міаз, неуточнений                                                                     |
| (B88)   | Інші інфестації                                                                       |
| (B88.0) | Інші акаріази                                                                         |
|         | Акародерматит                                                                         |
|         | Дерматит, спричинений видами Demodex (лат.)                                           |
|         | Дерматит, спричинений Dermanyssus gallinae (лат.)                                     |
|         | Дерматит, спричинений Liponyssoides sanguineus (лат.)                                 |
|         | Тромбікульоз                                                                          |
|         | Виключаючи: коросту (B86)                                                             |
| (B88.1) | Тунгіоз [інфестація тропічною піщаною блохою]                                         |
| (B88.2) | Інші інфестації членистоногими                                                        |
|         | Скарабіаз                                                                             |
| (B88.3) | Зовнішній гірудиноз                                                                   |
|         | Інфестація п'явками БДВ                                                               |
|         | Виключаючи: внутрішній гірудиноз (B83.4)                                              |
| (B88.8) | Інші уточнені інфестації                                                              |
|         | Іхтіопаразитизм, спричинений Vandellia cirrhosa (лат.)                                |
|         | Лінгватульоз                                                                          |
|         | Пороцефалез                                                                           |
| (B88.9) | Інфестація, неуточнена                                                                |
|         | Інфестація (шкірна) БДВ                                                               |
|         | Інфестація кліщами БДВ                                                                |
|         | Шкірні паразити БДВ                                                                   |
| (B89)   | Паразитарні хвороби, неуточнені                                                       |

### (B90—B94) Наслідки інфекційних і паразитарних хвороб[Примітки 4]
| (B90)   | Наслідки туберкульозу                                                        |
| (B90.0) | Віддалені наслідки туберкульозу центральної нервової системи                 |
| (B90.1) | Віддалені наслідки туберкульозу сечостатевих органів                         |
| (B90.2) | Віддалені наслідки туберкульозу кісток та суглобів                           |
| (B90.8) | Віддалені наслідки туберкульозу інших уточнених органів                      |
| (B90.9) | Віддалені наслідки туберкульозу органів дихання та неуточненого туберкульозу |
|         | Віддалені наслідки туберкульозу БДВ                                          |
| (B91)   | Наслідки поліомієліту                                                        |
|         | Виключаючи: післяполіомієлітний синдром (G14)                                |
| (B92)   | Наслідки лепри                                                               |
| (B94)   | Наслідки інших і неуточнених інфекційних і паразитарних хвороб               |
| (B94.0) | Віддалені наслідки трахоми                                                   |
| (B94.1) | Віддалені наслідки вірусного енцефаліту                                      |
| (B94.2) | Віддалені наслідки вірусного гепатиту                                        |
| (B94.8) | Віддалені наслідки інших уточнених інфекційних і паразитарних хвороб         |
| (B94.9) | Віддалені наслідки неуточнених інфекційних і паразитарних хвороб             |

### (B95—B97) Бактеріальні, вірусні та інші інфекційні агенти[Примітки 5]
| (B95)   | Стрептококи і стафілококи, як причина хвороб, класифікованих в інших рубриках                                         |
| (B95.0) | Стрептококи групи A, які є причиною захворювань, класифікованих в інших рубриках                                      |
| (B95.1) | Стрептококи групи B, які є причиною захворювань, класифікованих в інших рубриках                                      |
| (B95.2) | Стрептококи групи D (ентерококи), як причина хвороб, класифікованих в інших рубриках                                  |
| (B95.3) | Streptococcus pneumoniae (лат.), який є причиною захворювань, класифікованих в інших рубриках                         |
| (B95.4) | Інші стрептококи, які є причиною захворювань, класифікованих в інших рубриках                                         |
| (B95.5) | Неуточнені стрептококи, які є причиною захворювань, класифікованих в інших рубриках                                   |
| (B95.6) | Стафілокок золотистий, як причина захворювань, класифікованих в інших рубриках                                        |
| (B95.7) | Інші стафілококи, як причина захворювань, класифікованих в інших рубриках                                             |
| (B95.8) | Неуточнений стафілокок, як причина хвороб, класифікованих в інших рубриках                                            |
| (B96)   | Інші бактеріальні агенти, як причина хвороб, класифікованих в інших рубриках                                          |
| (B96.0) | Mycoplasma pneumoniae [M. pneumoniae] (лат.), як причина хвороб, класифікованих в інших рубриках                      |
|         | Плевропневмонієподібний організм [ПППО]                                                                               |
| (B96.1) | Klebsiella pneumoniae [K. pneumoniae] (лат.), як причина хвороб, класифікованих в інших рубриках                      |
| (B96.2) | Кишкова паличка [Escherichia coli][E. coli] (лат.), як причина хвороб, класифікованих в інших рубриках                |
| (B96.3) | Гемофільна паличка [Haemophilus influenzae][H. influenzae] (лат.), як причина хвороб, класифікованих в інших рубриках |
| (B96.4) | Proteus (mirabilis)(morganii) (лат.), як причина хвороб, класифікованих в інших рубриках                              |
| (B96.5) | Pseudomonas (aeruginosa) (лат.), як причина хвороб, класифікованих в інших рубриках                                   |
| (B96.6) | Bacillus fragilis [В. fragilis] (лат.), як причина хвороб, класифікованих в інших рубриках                            |
| (B96.7) | Clostridium perfringens [C. erfringens] (лат.), як причина хвороб, класифікованих в інших рубриках                    |
| (B96.8) | Інші уточнені бактеріальні агенти, як причина хвороб, класифікованих в інших рубриках                                 |
| (B97)   | Вірусні агенти, як причина хвороб, класифікованих в інших рубриках                                                    |
| (B97.0) | Аденовіруси, як причина хвороб, класифікованих в інших рубриках                                                       |
| (B97.1) | Ентеровіруси, як причина хвороб, класифікованих в інших рубриках                                                      |
|         | Вірус Коксакі |
|         | Ехо вірус |
| (B97.2) | Коронавіруси, як причина хвороб, класифікованих в інших рубриках                                                      |
| (B97.3) | Ретровіруси, як причина хвороб, класифікованих в інших рубриках                                                       |
|         | Lentivirus |
|         | Онковіруси |
| (B97.4) | Респіраторний синцитіальний вірус, як причина хвороб, класифікованих в інших рубриках                                 |
| (B97.5) | Реовіруси, як причина хвороб, класифікованих в інших рубриках                                                         |
| (B97.6) | Парвовіруси, як причина хвороб, класифікованих в інших рубриках                                                       |
| (B97.7) | Папіломавіруси, як причина хвороб, класифікованих в інших рубриках                                                    |
| (B97.8) | Інші вірусні агенти, як причина хвороб, класифікованих в інших рубриках                                               |
|         | Метапневмовірус людини                                                                                                |
| (B98)   | Інші уточнені інфекційні агенти, як причина хвороб, класифікованих в інших рубриках                                   |
| (B98.0) | Helicobacter pylori [H.pylori] (лат.), як причина хвороб, класифікованих в інших рубриках                             |
| (B98.0) | Vibrio vulnificus, як причина хвороб, класифікованих в інших рубриках                                                 |

### (B99—B99) Інші інфекційні хвороби
| (B99) | Інші та неуточнені інфекційні хвороби |

## Виноски
1. ↑  International Statistical Classification of Diseases and Related Health Problems 10th Revision. Version:2015 (англ.). World Health Organization. Процитовано 15 листопада 2015. (англ.)
2. ↑  Клініко-статистична класифікація хвороб, розроблена на базі МКХ-10 (проект) (укр.). Міністерство охорони здоров'я України. Процитовано 15 листопада 2015. (укр.)